# Athetis bytinskii
Athetis bytinskii är en fjärilsart som beskrevs av Karl Schawerda 1934. Athetis bytinskii ingår i släktet Athetis och familjen nattflyn. Inga underarter finns listade i Catalogue of Life.